# Рабочая комиссия по расследованию использования психиатрии в политических целях
Рабочая комиссия по расследованию использования психиатрии в политических целях — правозащитная ассоциация, созданная 5 января 1977 года при Московской Хельсинкской группе по инициативе Александра Подрабинека. Организация ставила перед собой следующие цели:
- Обнаружение и обнародование случаев противозаконного принудительного помещения людей в психиатрические больницы, попытки добиться их освобождения.
- Помощь пострадавшим и членам их семей.
- Работа по гуманизации условий в психиатрических больницах.

Комиссия подчёркивала, что она действует в рамках закона и будет выполнять свою работу открыто и легально. Подчёркивалось также, что комиссия выступает в защиту не только здоровых людей, недобровольно помещённых в психиатрические больницы, но и психически больных в случаях, когда их госпитализация была неоправданна и следовала за обвинением в инакомыслии. Как отмечала комиссия, она отнюдь не утверждает, что все лица, недобровольно помещённые в психбольницы по политическим мотивам, здоровы; среди них есть и больные люди, однако по отношению к ним тоже следует соблюдать законы и не допускать жестокого обращения.

## Состав комиссии
Членами организации являлись Александр Подрабинек, Вячеслав Бахмин, Феликс Серебров, Ирина Каплун, а позже (после ареста Подрабинека в 1978) — Ирина Гривнина и Леонард Терновский. От Московской Хельсинкской группы в комиссию входил Пётр Григоренко. В 1978 году Ирина Каплун вышла из её состава.
В работе комиссии участвовали также Александр Волошанович, Анатолий Корягин и Софья Каллистратова. Врач-психиатр Александр Волошанович и юрист Софья Каллистратова были консультантами комиссии. А. Волошанович освидетельствовал 27 человек, либо госпитализированных ранее, либо находившихся под угрозой госпитализации, и ни в одном из случаев не нашёл оснований для насильственной изоляции от общества. С момента эмиграции Волошановича (февраль 1980 г.) консультантом Рабочей комиссии стал психиатр Анатолий Корягин, который тоже обследовал многих жертв репрессий и признал их психически здоровыми. Помощь Рабочей комиссии в психиатрическом освидетельствовании бывших или потенциальных жертв психиатрических злоупотреблений оказывали также некоторые зарубежные психиатры. Зарубежным представителем комиссии была врач-психиатр Марина Войханская.

## Деятельность
Комиссия провела большую работу, оказывая помощь лицам, помещённым в психиатрические стационары, и членам их семей, занимаясь проверкой условий пребывания узников совести в психбольницах, расследованием и преданием гласности многих десятков случаев необоснованного помещения инакомыслящих и верующих в психиатрические учреждения.

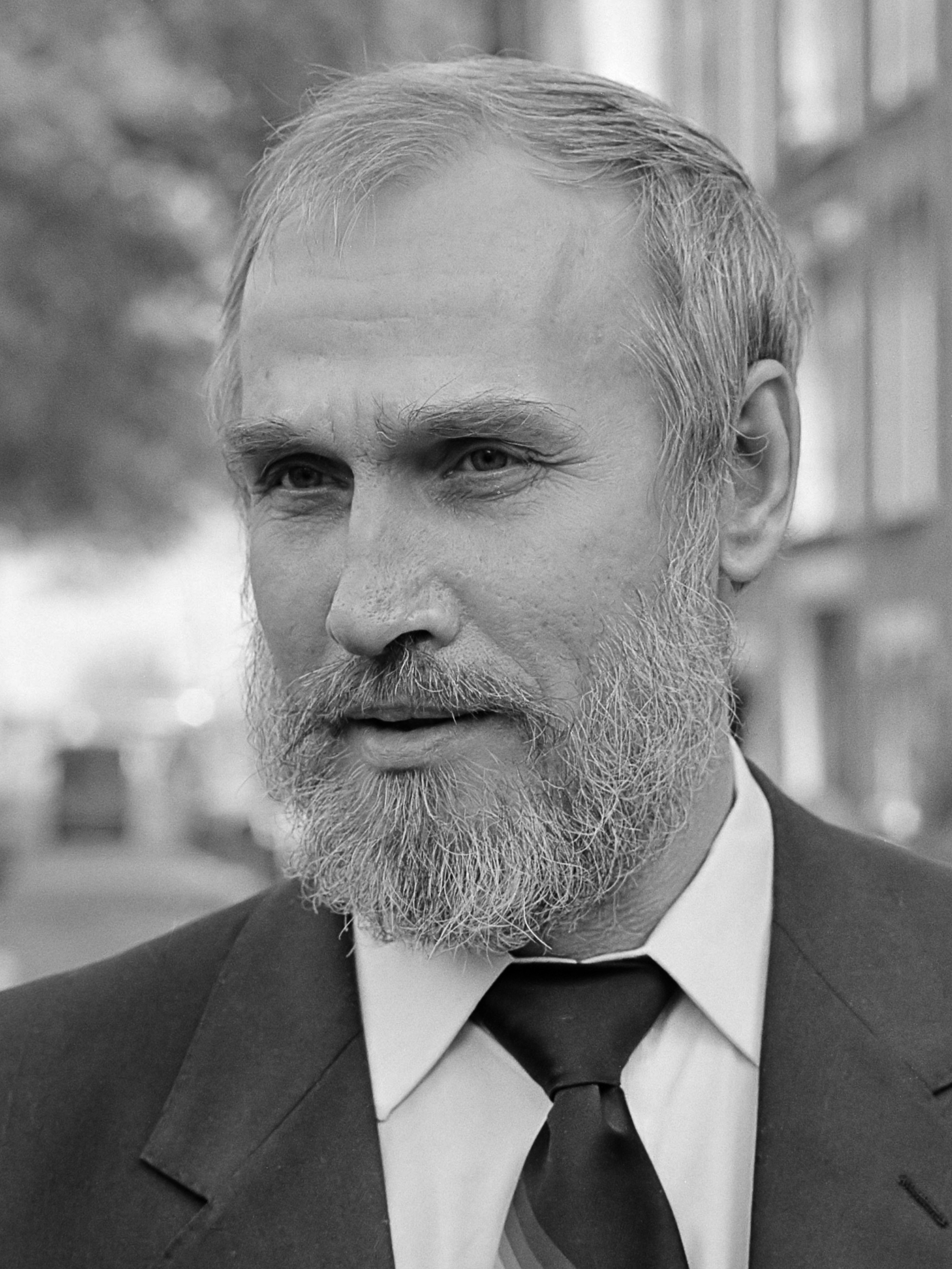
Анатолий Корягин, врач-психиатр, кандидат медицинских наук, исследователь политических злоупотреблений психиатрией в СССР

Рабочей комиссией было отправлено в различные советские и международные инстанции несколько сотен писем и заявлений — в частности, в психиатрические больницы, государственные учреждения здравоохранения и прокуратуры, в психиатрические ассоциации различных стран. Она распространяла сведения обо всех ставших известными комиссии случаях незаконной госпитализации в психиатрические больницы, о нарушениях прав психически больных, условиях содержания в спецпсихбольницах, преследовании медперсонала за сочувственное отношение к пациентам и т. п.
Организация задокументировала более 70 случаев политических злоупотреблений и расследовала свыше 260. Она составила картотеку заключённых, содержащихся в психиатрических больницах. Рабочая комиссия наладила материальную помощь заключённым, а также их нуждающимся семьям. Члены комиссии многократно обращались в советские учреждения с требованиями освободить здоровых людей; используя отпуски на работе, ездили навещать особо нуждающихся узников психиатрических больниц в различные регионы Советского Союза.
Рабочая комиссия подготовила свыше 1500 страниц документации, точно отражавшей её деятельность. За время своего существования организация выпустила 22 номера «Информационного бюллетеня», в котором публиковались сведения о случаях политического злоупотребления психиатрией:45 (редакторами «Информационного бюллетеня» были Вячеслав Бахмин и Александр Подрабинек).
«Информационный бюллетень» появлялся в машинописном виде каждые 6—7 недель. Как правило, в нём значились имена и адреса составителей «Бюллетеня». Текст «Бюллетеня» распространялся стандартным путём — из рук в руки. Его озвучивали западные радиостанции, вещавшие на территорию СССР на русском языке, которые использовали копии издания, передававшиеся через границу благодаря иностранным сторонникам правозащитного движения. Кроме того, материалы «Бюллетеня» регулярно обобщались в главном из правозащитных изданий советского самиздата — «Хронике текущих событий», а также публиковались иностранными журналистами. В частности, они печатались в издательстве «Посев» и зачитывались радиостанцией «Свобода».
Комиссия всегда придавала большое значение точности информации, опубликованной в «Бюллетене», и поэтому указывала степень надёжности тех или иных данных, обращалась к читателям с просьбой о поправках и дополнениях. Благодаря этому во многих случаях удавалось опубликовать более полную и достоверную информацию в последующих выпусках.
Деятельность Рабочей комиссии и опубликованная ею информация стали предметом внимания международных психиатрических и медицинских ассоциаций, явились сдерживающим фактором против репрессивного использования психиатрии. Так, 1977 году международный съезд психиатров в Гонолулу рассмотрел свидетельства, присланные Рабочей комиссией, что повлияло на вынесение им резолюции, осуждающей политические злоупотребления психиатрией в СССР. Работа комиссии привела к освобождению нескольких жертв политических злоупотреблений — например, Юрия Белова, за освобождение которого комиссия боролась два года; Владимира Борисова, Петра Старчика, Эдуарда Федотова, сроки пребывания которых в психиатрических стационарах благодаря деятельности комиссии сократились. В некоторых случаях комиссия воспрепятствовала признанию потенциальных жертв невменяемыми, в других её деятельность повлияла на прекращение психотропной терапии.
В августе 1978 года на пресс-конференции иностранных корреспондентов было раскрыто имя психиатра-консультанта Рабочей комиссии — А. Волошановича, который сообщил на той же пресс-конференции, что обследовал 27 человек и ни в одном случае не нашёл медицинских оснований для госпитализации и лечения. В октябре 1978 года пленум правления Всесоюзного общества невропатологов и психиатров создал комиссию для расследования случаев, упомянутых Волошановичем на пресс-конференции. Это привело к тому, что несколько человек были освобождены; однако затем Волошанович подвергся преследованиям и был вынужден эмигрировать.

## Репрессии в отношении членов комиссии
С самого начала своей работы члены организации подвергались преследованию властей. Совершались обыски, вызовы в КГБ и милицию для «бесед» и «предупреждений», систематическая слежка за отдельными членами комиссии, административные задержания, аресты. Изымались материалы и архивы Рабочей комиссии, рукописные и машинописные бумаги, книги и брошюры (в том числе советские книги по психиатрии), личная переписка и др. Изъяты были материалы, собранные А. Подрабинеком: рукопись его книги «Карательная медицина», картотека более чем на 200 узников специальных психиатрических больниц и другие документы. Тем не менее текст книги был восстановлен и доставлен на Запад. В документах Московской Хельсинкской группы об этой книге говорилось:
Это — результат большой многомесячной работы Рабочей комиссии по расследованию использования психиатрии в политических целях, работы, усложненной почти полной закрытостью всех данных о так называемых „спецпсихбольницах“. Материал собирали по крупицам, многократно перепроверяли, добытое тщательно хранили, место хранения часто меняли. И всё-таки от плотной слежки не удалось уйти.
А. Волошанович эмигрировал в результате преследований. В 1977 году был арестован Ф. Серебров, в 1978 — А.Подрабинек, в течение 1980 — начала 1981 гг. арестовали других членов комиссии: в феврале 1980 г. — В. Бахмина, в апреле — Л. Терновского, в июне 1980 — А.Подрабинека (повторно), в сентябре — И. Гривнину, в январе 1981 г. — Ф. Сереброва, месяц спустя — А. Корягина.
Рабочая комиссия по расследованию использования психиатрии в политических целях прекратила своё существование 21 июля 1981 года, когда её последний член Феликс Серебров был приговорён повторно к 5 годам лагерей и 5 годам ссылки. Другие члены комиссии были осуждены ранее: Александра Подрабинека приговорили к 3,5 годам лишения свободы (осуждён второй раз), Вячеслава Бахмина — к 3 годам лишения свободы, Леонарда Терновского — к 3 годам лишения свободы, Ирину Гривнину — к 5 годам ссылки, Анатолия Корягина — к 7 годам заключения в лагерях и 5 годам последующей ссылки.
Международная правозащитная организация Amnesty International признала всех подвергшихся заключению членов Рабочей комиссии узниками совести:68.